# クズネツォフ NK-14
クズネツォフ NK-14Aは、原子力飛行機の実験機として開発されていたTu-119の動力として、クズネツォフ設計局で設計、製造された航空機搭載型原子力エンジンである。
搭載機の胴体部に備えられた原子炉の発生させる熱エネルギーを流体を用いた1次冷却系を経由して熱交換器に運び、熱交換器で取り込んだ外気を加熱して高温高圧の噴流を発生させ、この噴流を用いてタービンを回転させて高温高圧の噴流を後方に噴射すると共に、タービンの軸動力によってプロペラを回転させて推進力を得る、という熱核ジェットターボプロップエンジンで、原子炉は少量のウラン燃料で長期間の稼働が可能なため、一旦離陸した後は燃料を補給することなく超長時間の飛行が可能であるというものであった。
1964年および1965年にはTu-119の試験機が完成の予定で、NK-14もTu-119の内側のナセル内に設置されて飛行試験が実施される予定であったがコストと環境問題（墜落事故が発生した場合墜落地点を含む広範囲を放射性物質で汚染する危険性がある）を理由に原子力飛行機の開発が縮小、1966年8月には計画中止となり、Tu-119の開発中止に伴って試験も中断され、実際の搭載と飛行試験は行われぬままに終わった。